# Nika (énekesnő)
Veres Mónika, művésznevén Nika (Budapest, 1985. december 4. –) augusztus 6. –) 
Fonogram- és EMeRTon-díjas magyar énekesnő és színésznő.

## Életrajz
Négyéves korában már szignálzenét énekelt a Magyar Rádióban. 1994-ben beiratkozott az Erkel Ferenc Ének- és Zene Szakos Általános Iskolába, majd később a Magyar Állami Operaház gyermekkórusának tagja volt. 1995 óta az Angyalföldi Tiniszínpad és Színiiskola növendéke, 1996-ban a Szív TV Tökjó Show című könnyűzenei műsor műsorvezetője volt. 1996-tól kezdődően három év alatt több mint 200 alkalommal szerepelt különböző rendezvényeken. 1999 elején megjelent első albuma, Papa, ne félts! címmel, amelyen Ágnes Vanilla is közreműködött. Zenei fesztiválokon lépett fel Montenegróban és Ljubljanában. 2001-ben eMeRTon-díjat kapott Az év tini énekesnője kategóriában. 2006-ban főszerepet kapott az 56 csepp vér című musicalben.
2008-ban Zárva a mennyország címmel duettet énekelt Alexandrával, melyből videoklip is készült.
A Megasztár 2008-as és 2010-es szériájának állandó vokálosa, illetve a 2012-es Eurovíziós Dalverseny magyarországi nemzeti döntőjének egyik döntőse, emellett a Magyarország, szeretlek! című műsor vokalistája volt.
2012-ben az első magyarországi The Voice tehetségkutató műsor versenyzője, a legjobb 8 között esett ki.
2013-ban megjelent saját dala, melynek címe "Száz felvonás".
2017-ben csatlakozott a PS Produkció társulatához: Ozzy Osbourne szerepét alakítja a Queen-Ben Elton We Will Rock You musicalben.
2020-ban Ulrika szerepét alakítja a PS Produkció által bemutatott Sztárcsinálók rockoperában.
2020 óta a Majka produkció női énekese.

## Elismerések
- 2001 – eMeRTon-díj
- 2011 – Fonogram díj

## Albumok
- 1999 – Papa, ne félts! (PolyGram-Zebra)
- 2000 – Várlak még (PolyGram-Zebra)

## Média
- NIKA – PAPA ne félts 1998
- Veres Mónika – This Love (a dal M1 HD) 2012.02.11.
- Freddie & Veres Mónika Nika: Lélegzem – AKUSZTIK M2 Petőfi TV
- Csak Te, nincs más – No One But You – We Will Rock You Hungary
- Mindent és most – I Want it All – We Will Rock You Hungary